# (100004) 1983 VA
(100004) 1983 VA es un asteroide que forma parte de los asteroides Apolo, descubierto el 1 de noviembre de 1983 por IRAS, Infrared Astronomical Satellite desde el Observatorio espacial IRAS, proyecto internacional.

## Designación y nombre
Designado provisionalmente como 1983 VA.

## Características orbitales
1983 VA está situado a una distancia media del Sol de 2,596 ua, pudiendo alejarse hasta 4,412 ua y acercarse hasta 0,781 ua. Su excentricidad es 0,699 y la inclinación orbital 16,27 grados. Emplea 1528 días en completar una órbita alrededor del Sol.

## Características físicas
La magnitud absoluta de 1983 VA es 16,4. Tiene 2,7 km de diámetro y su albedo se estima en 0,0668.